# 411 av. J.-C.
Cette page concerne l'année 411 av. J.-C. du calendrier julien proleptique.

## Événements
- Janvier : la pièce d'Aristophane Lysistrata est présentée pour la première fois aux Lénéennes[1].
- Fin janvier : Pisandre, chargé par les Athéniens de négocier avec Alcibiade et le satrape perse Tissapherne, échoue[2].

- Mi-février : un nouveau traité est signé entre Sparte et la Perse[2].

- Début mars : les Béotiens prennent par trahison Oropos, où était une garnison athénienne[2].
- Mars-avril : Les Thesmophories, comédie d’Aristophane, est présentée aux Grandes Dionysies[1].

- Avril-mai : révolution oligarchique à Athènes[2]. Elle joue sur la lassitude de la guerre des classes sociales les plus riches écrasées de charges financières. Alcibiade vient de se brouiller avec les Spartiates (il aurait séduit la femme du roi Agis II) et se réfugie auprès de Tissapherne. Il souhaite rentrer à Athènes et fait promettre aux hétairies, hostiles au régime démocratique, de l'or (perse) et la paix en échange du renversement du régime. Les hétairies passent aussitôt à l'action, bien que Tissapherne se dérobe et n'envoie pas l'or promis. L'Ecclésia vote sous la terreur l'abolition des principales dispositions fondatrices de la Démocratie. L'essentiel du pouvoir est confié en juin à un corps de 5000 citoyens (les Cinq-Mille) qu'un conseil de 400 oligarques (les Quatre-Cents) est chargé de choisir.

- Fin mai : instauration du conseil des Quatre-Cents à Athènes au retour de Pisandre[2].
  - L’oligarchie, qui ne réussit ni à obtenir l’aide de la Perse ni à conclure une paix honorable avec Sparte, se divise entre modérés, influencés par Théramène, qui voulaient remettre le pouvoir aux Cinq-Mille et en extrémistes, menés par Antiphon,  Phrynichos] et Pisandre, prêts à trahir Athènes pour conserver le pouvoir.

- Printemps : les Péloponnésiens attaquent l’Hellespont, pour couper Athènes de ses bases de ravitaillement. Dercylidas et Pharnabaze obtiennent la défection d'Abydos et de Lampsaque[3].

- Juin : 
  - Le nouveau pouvoir athénien envoie une ambassade à Décélie pour demander la paix au roi de Sparte Agis ; celui-ci ne soutient pas les oligarques athéniens, espérant les faire capituler en attaquant la ville, mais l'opération échoue[2].
  - L’armée athénienne de Samos prend parti pour la démocratie mais diffère une intervention militaire contre Athènes à la demande d’Alcibiade[2].
  - Négociation entre Argos et les troupes athéniennes de Samos[2].
- Été : victoire navale des Lacédémoniens sur Athènes à la bataille d'Érétrie, qui entraine le soulèvement de l’Eubée[2].
- Août : défection de Byzance[3].
- Septembre : 
  - Après la perte de l’Eubée, les hoplites patriotes se révoltent. À la fin août,  Thrasybule, chef de la mutinerie de l’armée athénienne de Samos, et Anytos, renversent les Quatre-Cents qui laissent la place aux Cinq-Mille. Le régime des Cinq-Mille ne dure pas, et avant la fin de l’année, le conseil des Cinq-Cents et la démocratie sont restaurés. Phrynichos est assassiné tandis que l’orateur Antiphon est condamné à boire la ciguë par Théramène. De nombreuses personnes ayant participé au coup d’État sont condamnées à mort ou privées de leurs droits civiques.
  - Athènes est victorieuse à la bataille navale de Kynossema[2].
  - Les Béotiens occupent Oinoè, entre Athènes et Thèbes[2].
- Octobre : le démocrate Alcibiade remporte une victoire navale à Abydos sur les flottes péloponésienne et syracusaine, commandées par Mindare et par Hermocrate. Après sa défaite dans l’Hellespont, le stratège syracusain Hermocrate est rappelé à Syracuse[2]. Accusé de trahison, il est exilé (hiver 411/410)[4].

- Automne : l’historien athénien Xénophon commence l’écriture de son histoire de la Grèce, les Hellenica[5].

- 13 décembre du calendrier romain (13 janvier 410 du calendrier julien)[6] : début à Rome du consulat de Caius Furius Pacilus et Quintus Fabius Ambustus Vibulanus[7].

## Décès
- Eupolis, poète comique grec.
- Phrynichos, homme politique et général athénien.